# Lancia Delta
Lancia Delta — автомобіль італійської компанії Lancia. Перше покоління автомобіля випускалося з 1979 по 1994 рр., друге з 1993 по 1999 рр., випуск третього покоління почався в 2008 році.
Перше і друге покоління належало до В-класу. Третє покоління - С-клас.
Lancia Delta отримала популярність завдяки своїм виступам в Чемпіонаті світу з ралі. З 1987 по 1992 рік італійська команда домінувала в заліку виробників світового ралійного першості, аж до свого відходу з гонок, унаслідок зміни покоління моделі Delta.
Також Lancia пропонувала дорожні версії цих спортивних автомобілів - Lancia Delta HF4WD і Integrale.

## Перше покоління (Typ 831, 1979–1994)

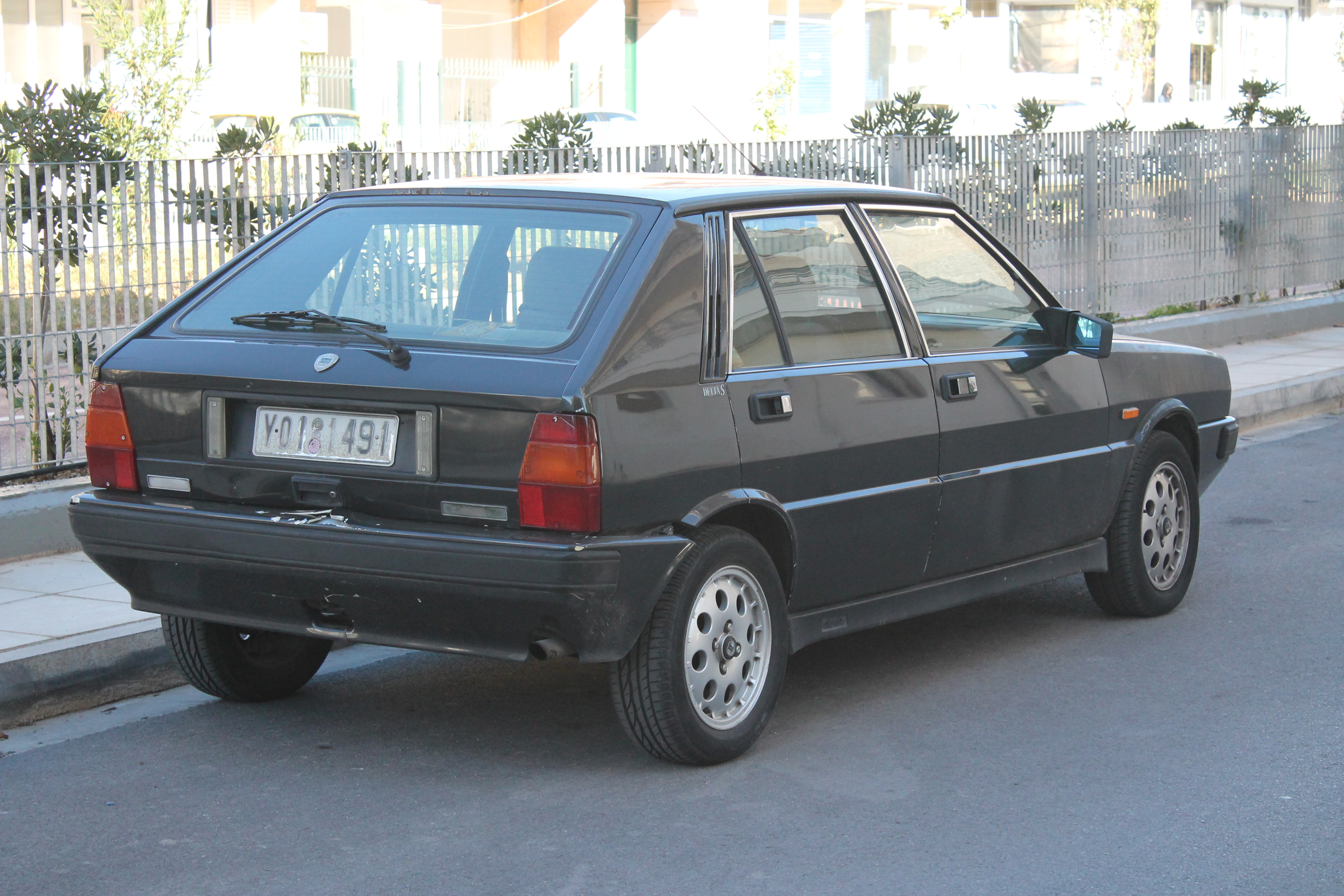
Lancia Delta S

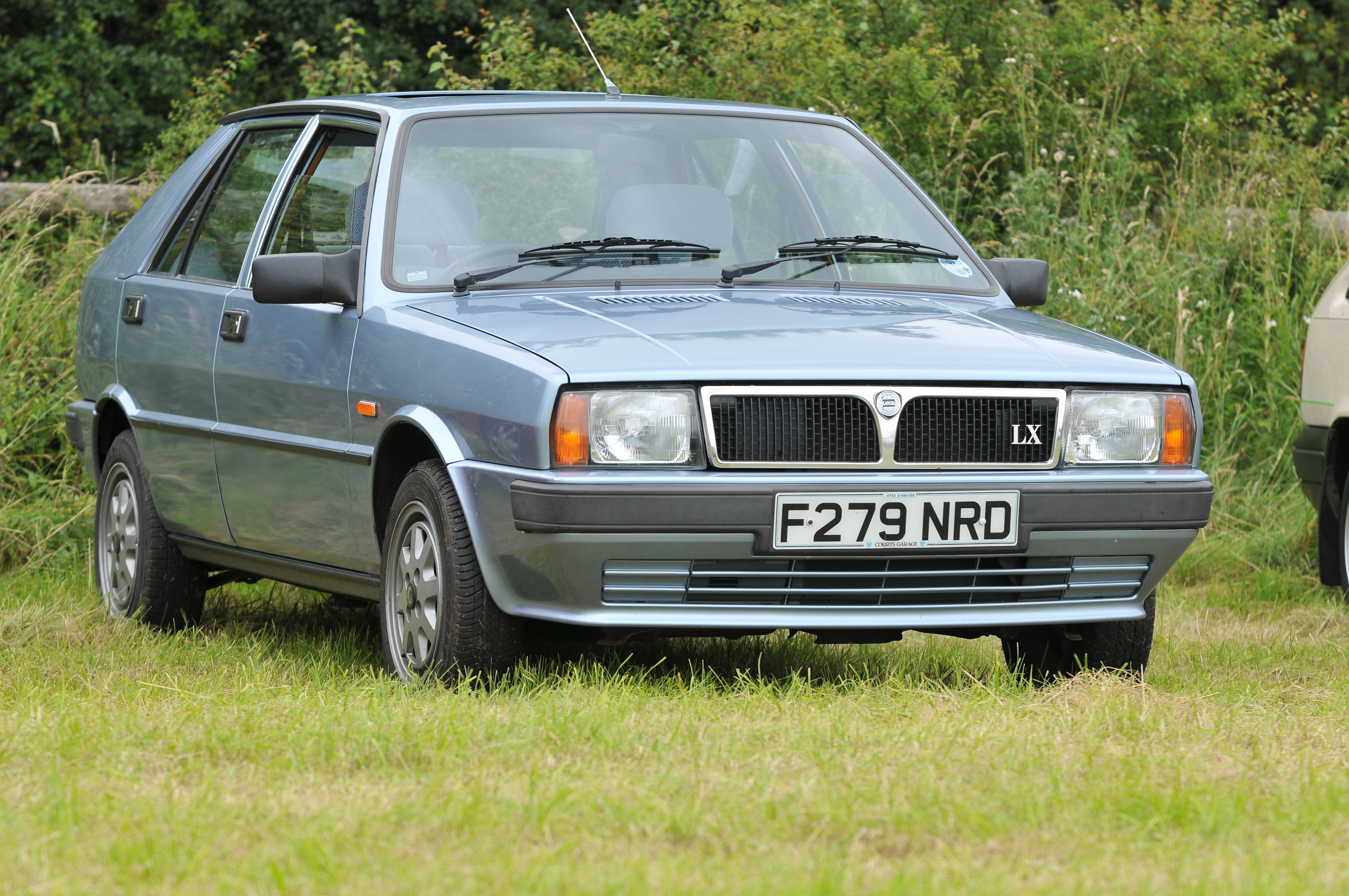
Lancia Delta LX (1986-1992)

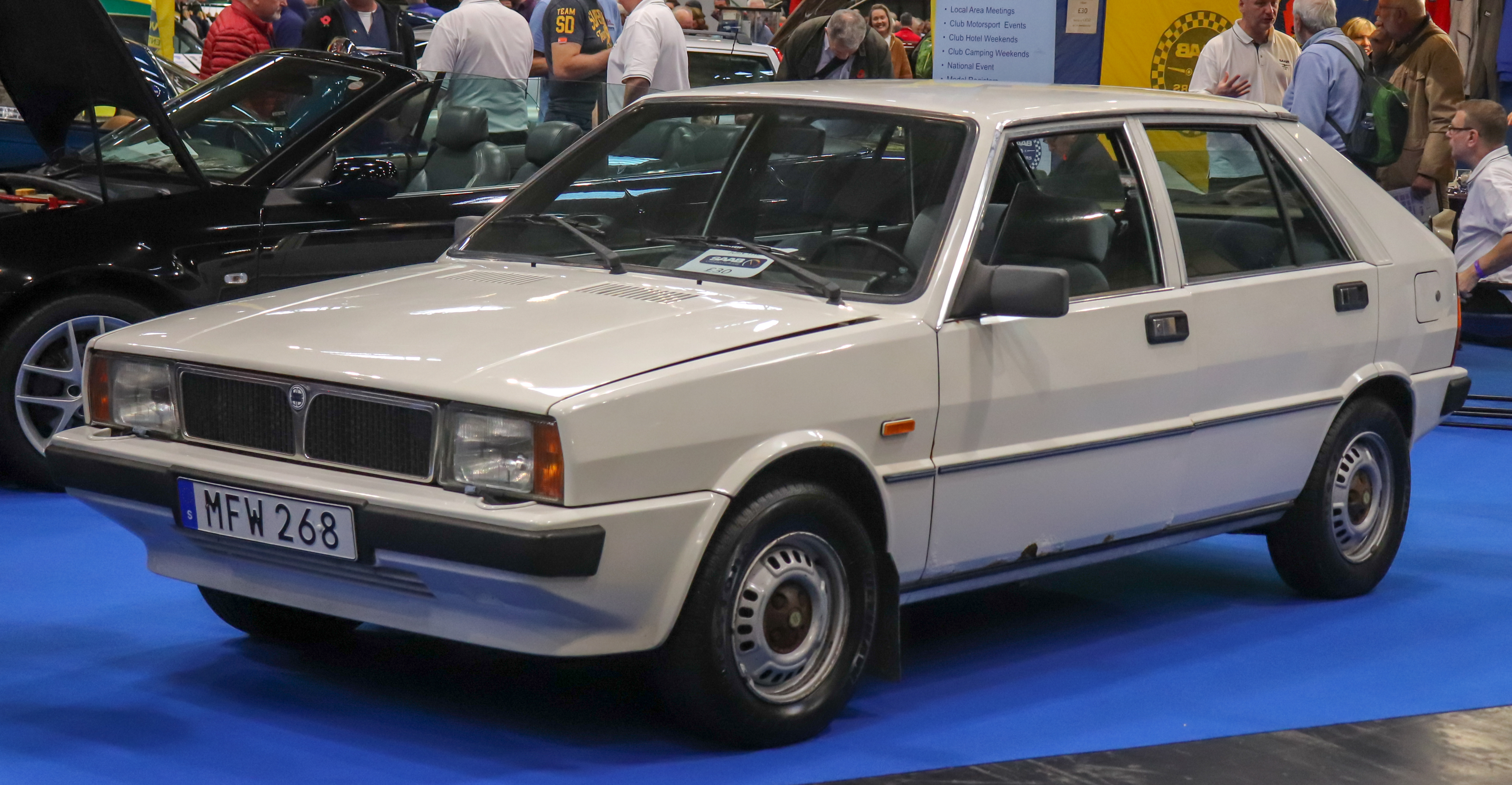
Saab-Lancia 600 GLS

Вперше Delta була представлена на міжнародному автосалоні у Франкфурті в 1979 році.  Автомобіль випускався в 5-дверному кузові хетчбек. Дизайн розробив Джорджетто Джуджаро. В Швеції продавався компанією Saab Automobile як Saab 600. Версія Saab була краще пристосована до холодних умов і менш схильна до корозії. Основними конкурентами були Volkswagen Golf, Opel Astra / Kadett та Ford Escort.
В 1980 році Lancia Delta отримала титул «Європейський автомобіль 1980».

### Двигуни
| Модель                  | Роки виробництва | Об'єм     | Потужність | Потужність | Крутний момент | Крутний момент | Розгін 0–100 км/год, с | Максимальна швидкість |           |
| Модель                  | Роки виробництва | см3       | к.с.       | при об/хв  | Нм             | при об/хв      | Розгін 0–100 км/год, с | км/год                |           |
| Бензинові               | Бензинові        | Бензинові | Бензинові  | Бензинові  | Бензинові      | Бензинові      | Бензинові              | Бензинові             | Бензинові |
| ----------------------- | ---------------- | --------- | ---------- | ---------- | -------------- | -------------- | ---------------------- | --------------------- | --------- |
| 1.1 (тільки для Греції) |                  | 1116      | 64         | 5800       | 85             | 3500           | —                      | —                     |           |
| 1.3                     | 09/1979–09/1992  | 1301      | 75         | 5800       | 105            | 3500           | 15.0                   | 160                   |           |
| 1.5                     | 09/1979–12/1992  | 1498      | 85         | 5800       | 123            | 3500           | 12.5                   | 161                   |           |
| 1.6 GT                  | 11/1982–04/1986  | 1585      | 105        | 5800       | 136            | 3300           | 10.0                   | 180                   |           |
| 1.6 GT.i.e.             | 05/1986–08/1988  | 1585      | 108        | 5900       | 137            | 3500           | 9.8                    | 185                   |           |
| 1.6 HF Turbo            | 10/1983–04/1986  | 1585      | 130        | 5600       | 191            | 3700           |                        | 195                   |           |
| 1.6 HF Turbo i. e.      | 05/1986–08/1988  | 1585      | 140        | 5500       | 191            | 3500           | 8.7                    | 203                   |           |
| HF4WD                   | 11/1986–08/1988  | 1995      | 165        | 5500       | 285            | 2750           | 7.8                    | 208                   |           |
| HF Integrale 8V         | 10/1987–02/1989  | 1995      | 185        | 5300       | 304            | 2500           | 6.6                    | 215                   |           |
| HF integrale 16V        | 03/1989–09/1991  | 1995      | 200        | 5500       | 298            | 3000           | 5.7                    | 220                   |           |
| HF integrale "Evo1"     | 09/1991–12/1992  | 1995      | 210        | 5750       | 300            | 3500           | 5.7                    | 220                   |           |
| HF integrale "Evo2"     | 06/1993–01/1994  | 1995      | 215        | 5750       | 314            | 2500           | 5.7                    | 220                   |           |
| S4 Stradale             | 09/1985–10/1988  | 1759      | 250        | 6750       | 291            | 4500           | 6.0                    | 225                   |           |
| Дизельна                |                  |           |            |            |                |                |                        |                       |           |
| 1.9 Turbo DS            | 10/1986–12/1989  | 1929      | 80         | 4200       | 172            | 2400           | 13.8                   | 170                   |           |

### Lancia Delta S4

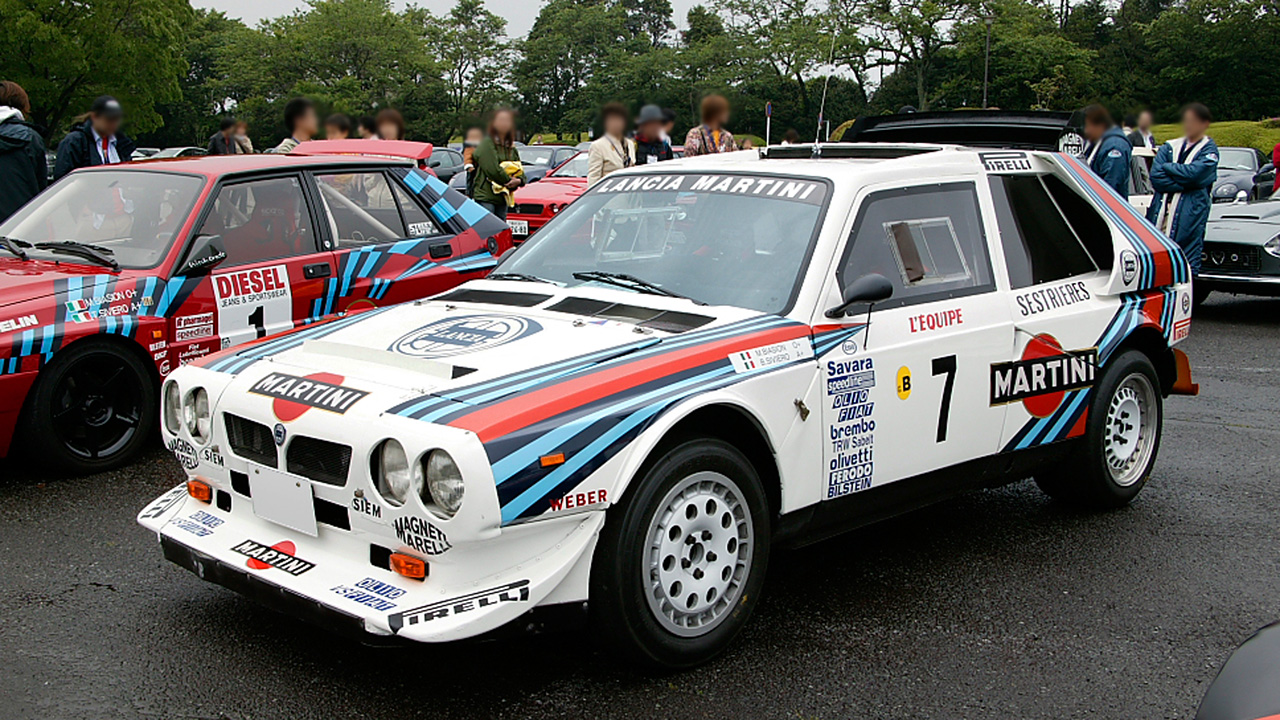
Ралійна Lancia Delta S4

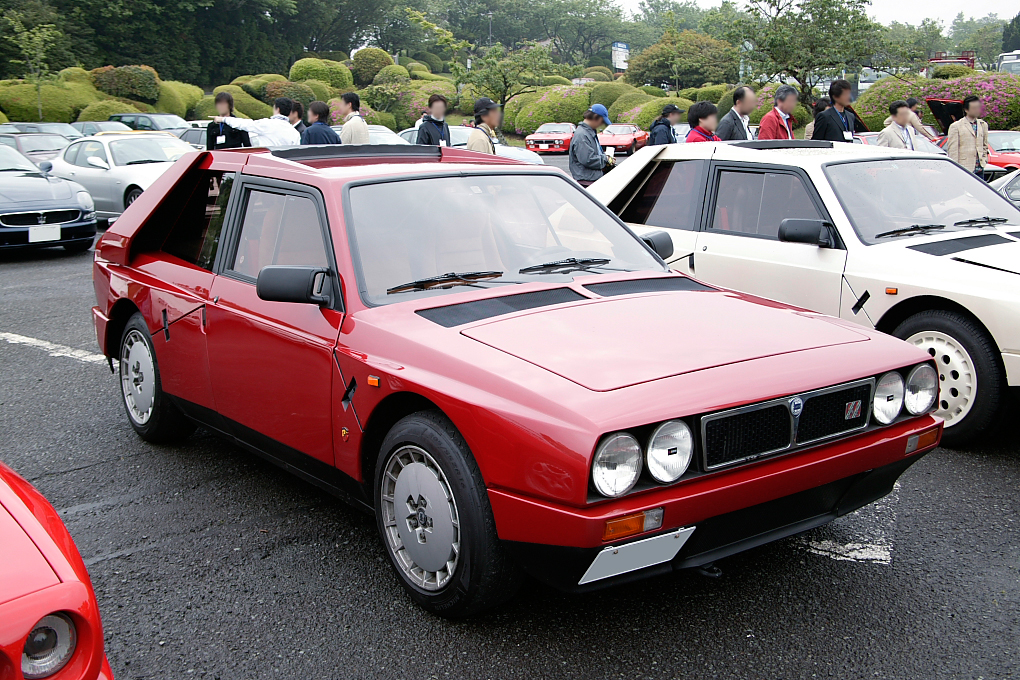
Lancia Delta S4 Stradale

В 1985 році, на заміну Lancia 037 прийшов прототип групи B - Lancia Delta S4. Автомобіль отримав 1,8-літровий мотор, оснащений турбіною і механічним нагнітачем (щоб забезпечити тягу і на низьких оборотах), потужністю 550 к.с. На відміну від попередниці, машина була повнопривідною. Среднемоторна S4 масою 890 кг була здатна розігнатися до 100 км/год за 2,5 секунди.
За вимогами регламенту, для омологації машини групи B необхідно було випустити 200 екземплярів «цивільних» версій. Lancia Delta S4 Stradale, призначена для доріг загального користування отримала дефорсований двигун 1,8 л потужністю 250 к.с.

### Lancia Delta HF Integrale

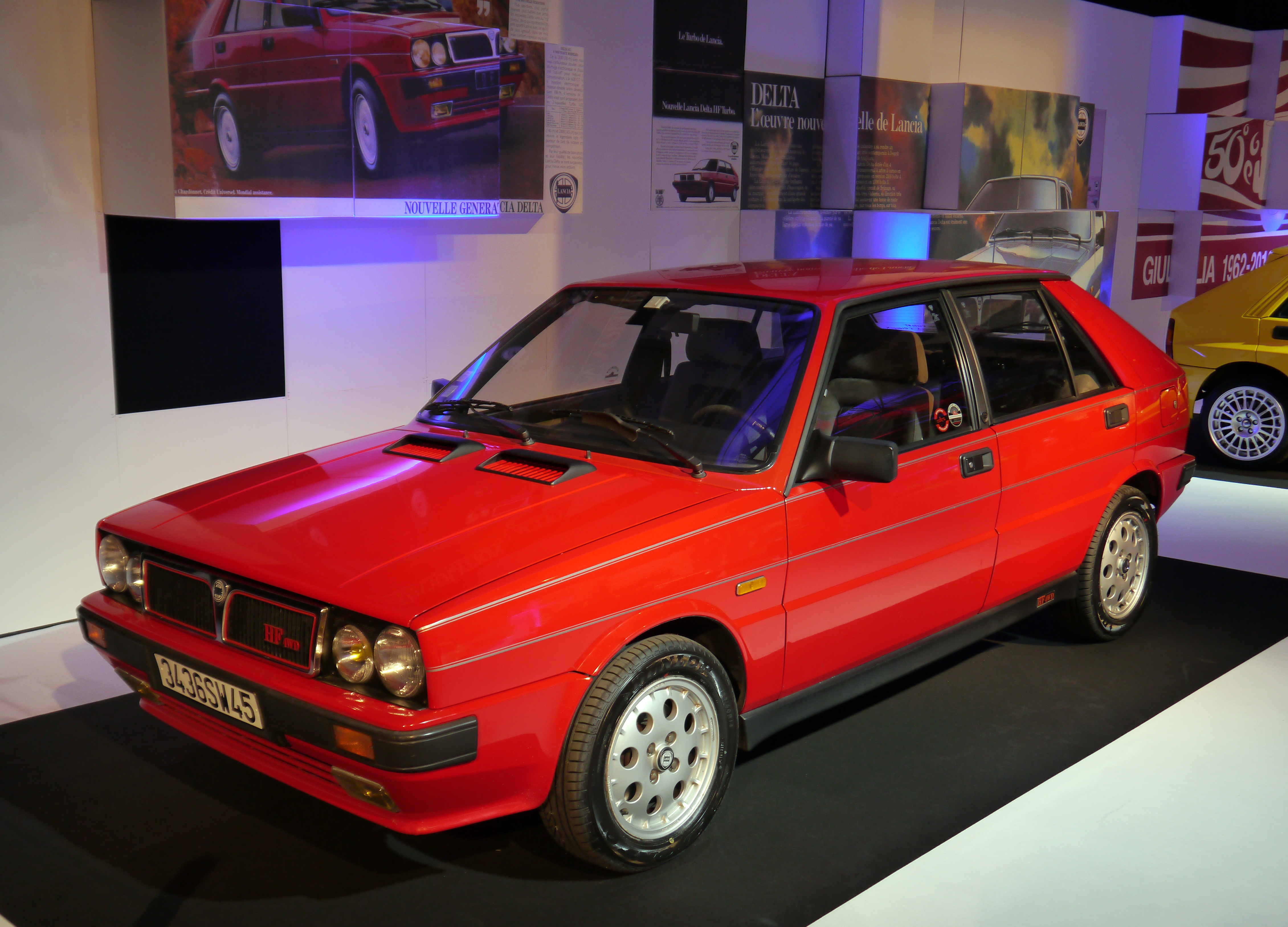
Lancia Delta HF 4WD

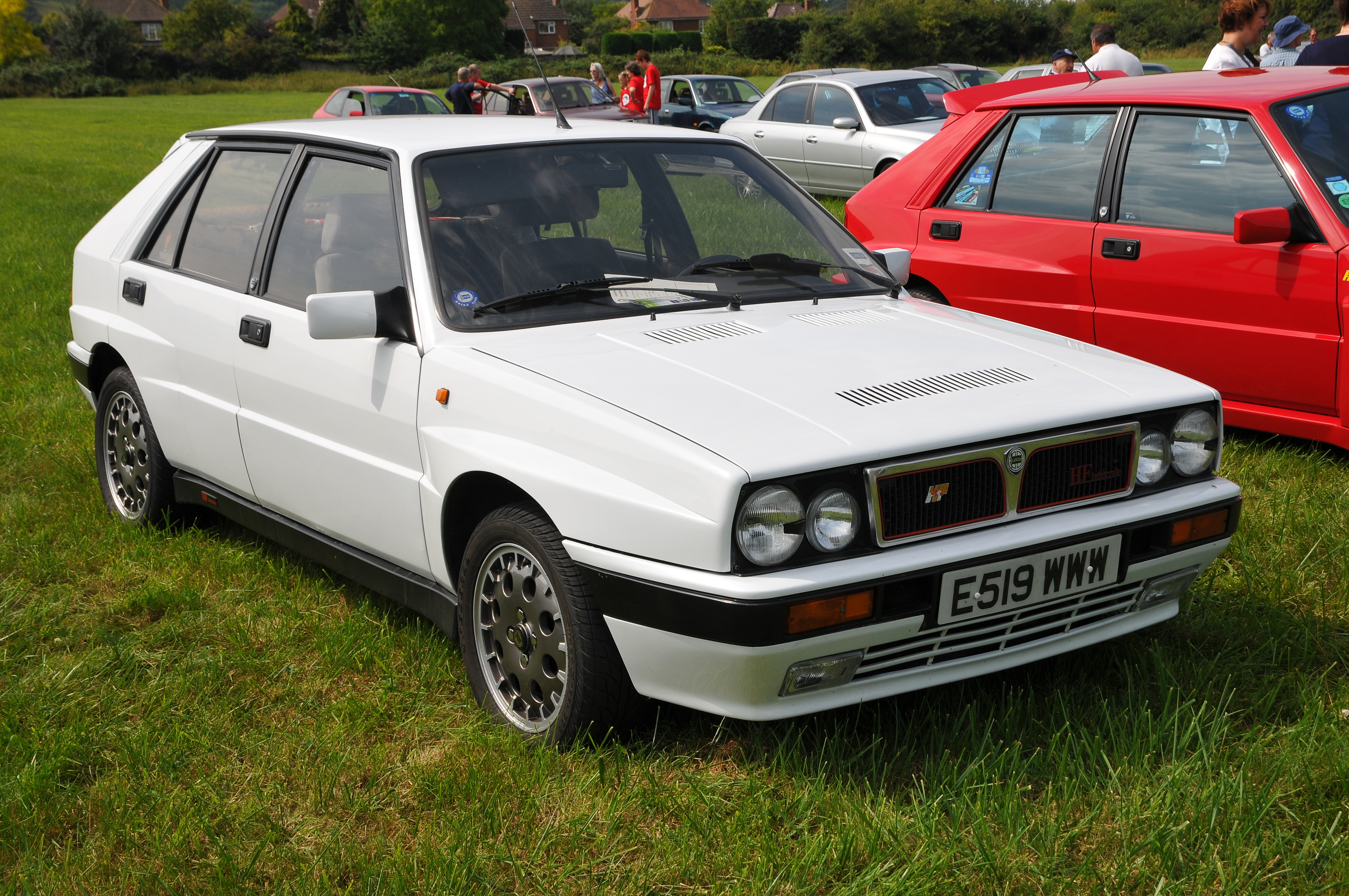
Lancia Delta HF Integrale 8v

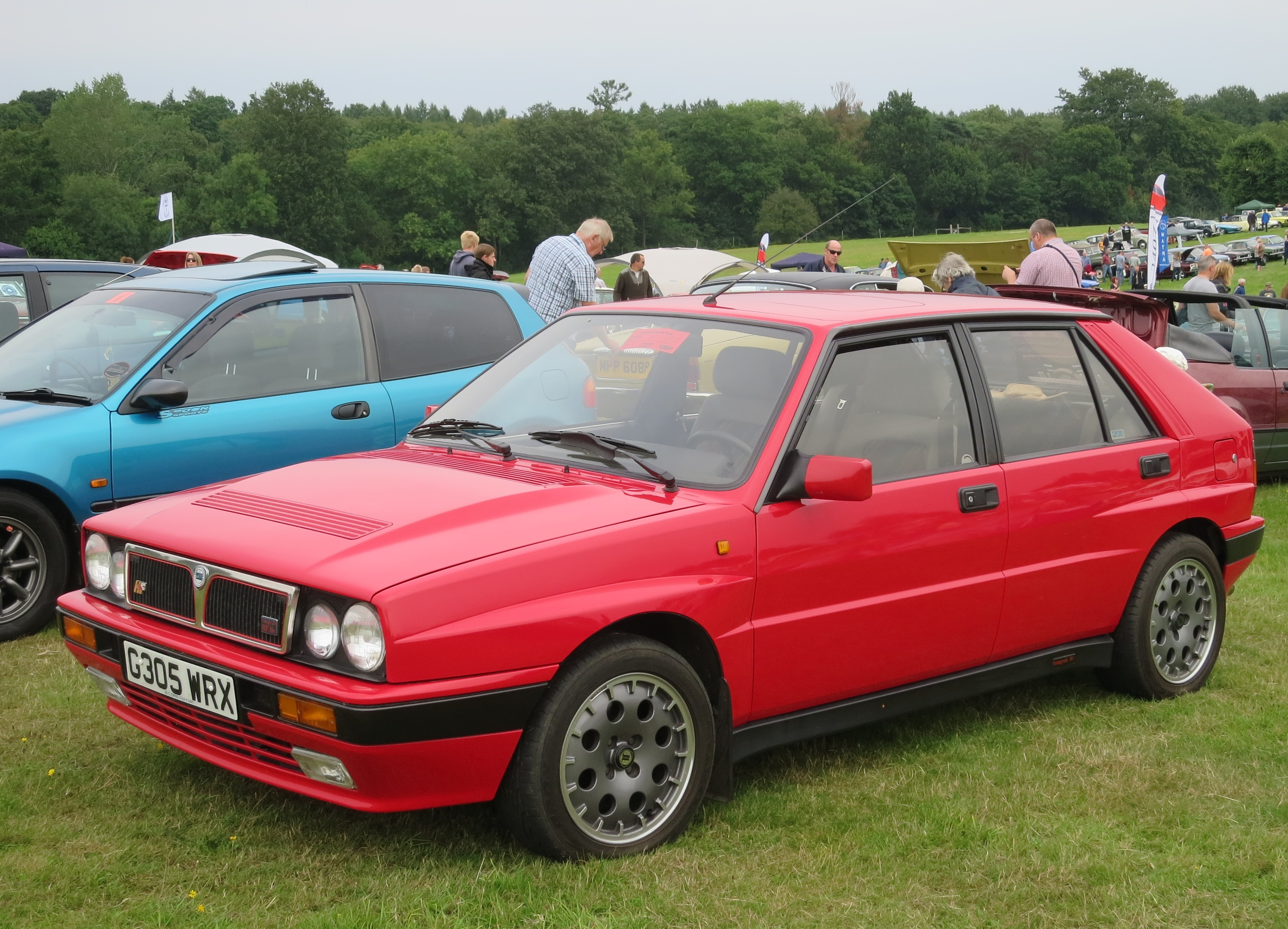
Lancia Delta HF Integrale 16v

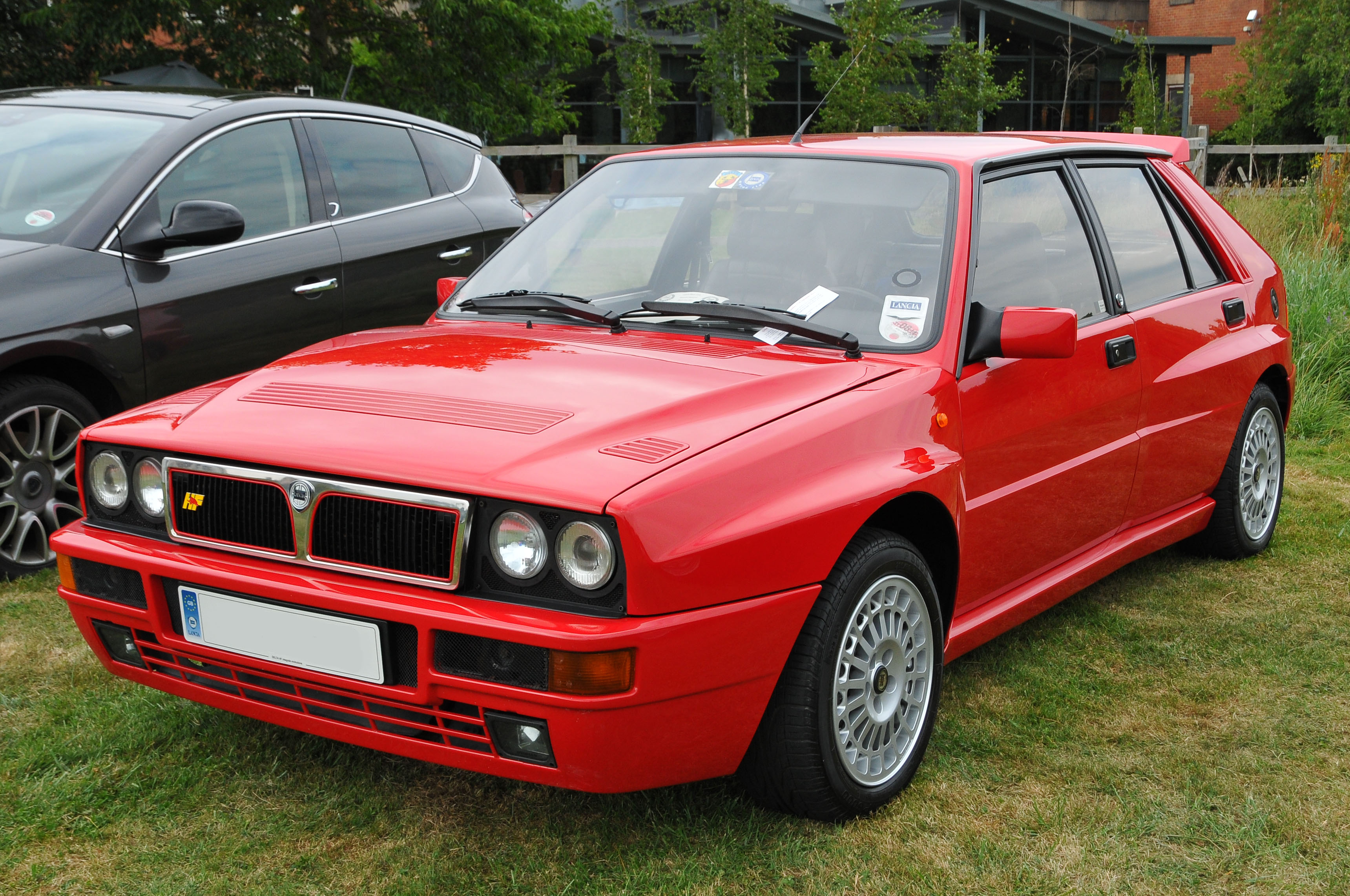
Lancia Delta HF Integrale Evoluzione I

В 1986 році в Чемпіонаті по ралі (WRC) групу B було закрито, а в 1987 році дебютувала група А. За вимогами регламенту, 1987-1991 років виробника зобов'язували випускати по 2500 дорожніх версій гоночних болідів. При цьому сама модель, узята за основу, повинна була продаватися в 10 разів більшим щорічним тиражем. 
В 1986 році з'явилася серійна Lancia Delta HF 4WD. HF розшифровується як High Fedelity – висока точність. Автомобіль мав 2,0 л турбодвигун Fiat Twin Cam (розробки Ауреліо Лампреді) з чавунним блоком циліндрів і алюмінієвою головкою з напівсферичними камерами згоряння, робочим об'ємом 1995 см³ (84×90 мм), потужністю 165 к.с. (крутний момент - 285 Нм). Автомобіль мав повний привод. Роль міжосьового диференціала виконувала віскомуфта, а в задньому міжколісному просторі зайняло своє місце механічне блокування Torsen. Крутний момент по осях розподілявся так: 56% - на передню і 44% - на задню. Підвіска ж нічим не відрізнялася від передньопривідних версій.
В 1987 році на зміну їй прийшла Integrale 8V. Чималим змінам піддався мотор, в якому з'явилися нові клапани, ефективніші системи змащення і охолодження, а також турбіна Garrett T3. Потужність становила 185 к.с, крутний момент - 304 Нм. Розгін від 0 до 100 км/год займав 6,6 секунди, а максимальна швидкість дорівнювала 214 км/год. Ревізії також піддалася гальмівна система, що отримала диски збільшеного діаметра і чіпкіші колодки. Змінили і підвіску, в якій замінили амортизатори і пружини.
В 1989 році дебютувала Delta HF Integrale 16V, яка отримала 16-клапанну головку блоку. Потужність склала 200 к.с., а розподіл крутного моменту по осях поміняли на користь задніх коліс - співвідношення стало 47/53. До того ж Дельта стала і швидшою - спринт «0-100» займав всього 5,7 секунди, і поріг швидкості піднявся до 220 км/год. У гальмівній системі з'явилася чотириканальна ABS, спеціально адаптована під повнопривідну трансмісію Delta HF Integrale 16V. Від попередньої моделі автомобіль відрізнявся горбатим капотом.
У 1991 році Міжнародна автомобільна федерація зажадала від виробників вже по 5000 дорожніх версій ралійних машин щорічно. Виняток було зроблено лише для тих моделей, які не сильно відрізнялися від базових омологаційнних і носили назву Evolution. Їх можна було випускати в об'ємі всього 500 примірників. Цим скористалися італійці. З'являється Lancia Delta HF Integrale Evoluzione I. Машина досить серйозно відрізнялася від попередніх Delta. Колія передніх і задніх коліс була розширена для поліпшення керованості, стали ширшими і крила. А змінені бампер, капот і решітка радіатора дозволили поліпшити охолодження двигуна. Знов переглянули підвіску, а передні гальма отримали двохпоршневі механізми. Злегка піднялася і потужність двигуна до 210 к.с. В інтер'єрі з'явилися сидіння Recaro, обшиті алькантарою, і спортивне кермо Momo. На замовлення на Evoluzione I могли поставити кондиціонер. Зовнів від попередніх моделей автомобіль відрізняється однаковими чотирма фарами.
В 1993 році дебютувала Lancia Delta HF Integrale Evoluzione II, яка вже не використовувалася ралійною командою для участі в гонках. В черговий раз відновили турбіну, а блок управління двигуном перепрограмували - мотор Evoluzione II розвивав 215 кінських сил і 310 Нм крутного моменту. Зовні її можна було впізнати по 16-дюймових колесах і забарвленим в колір кузова молдингах на даху.
За час виробництва з 1986 по 1994 рік було випущено 44296 машин (5298 HF 4WD, 17191 Integrale 8V, 12860 Integrale 16V, 6466 Evoluzione і ще 2479 Evoluzione 2, яка не отримала ралійного побратима), включаючи 140 бойових машин Групи A для Martini Lancia і Jolly Club.

### Автоспорт

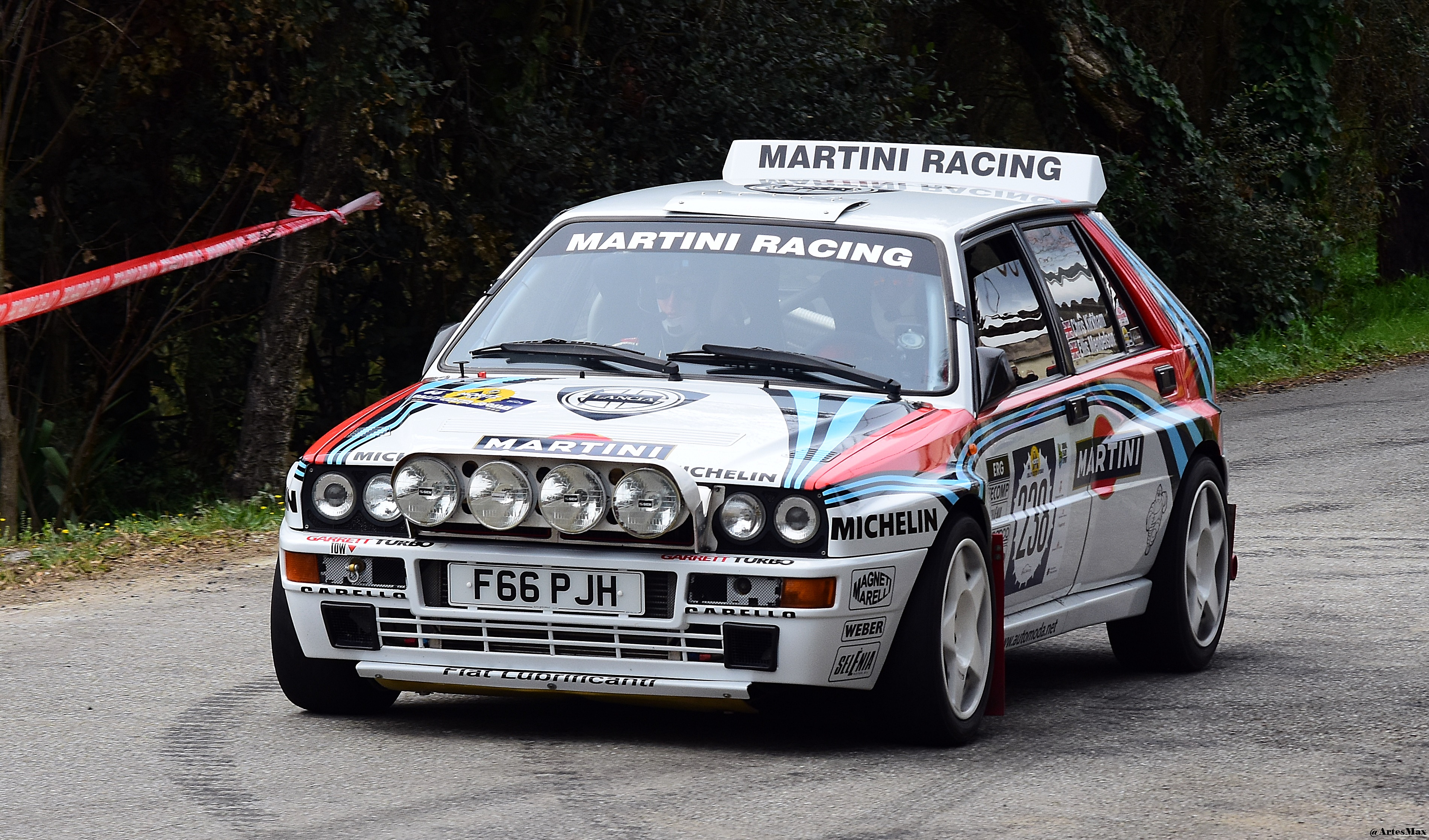
Ралійна Lancia Delta HF Integrale - одна з найкращих ралійних машин ХХ століття

Різні версії моделі Delta успішно виступали в чемпіонаті світу з ралі. На останньому етапі сезону 1985 року дебютувала модель Lancia Delta S4 Групи B, на якій відразу ж була здобута перемога в гонці. У наступному році заводська команда вела запеклу боротьбу з Peugeot Talbot Sport за перемогу в заліку марок, і поступилася лише на останньому етапі. Після заборони Групи B в світовому ралі головною стала менш екстремальна Група A. І заводському колективу Lancia вдалося підготувати кілька варіантів моделі Delta (HF 4WD, HF integrale, HF integrale 16v, HF integrale Evo), на яких були виграні поспіль шість титулів в заліку марок світової першості в 1987-1992 роках (рекордна серія, що не перевершена до цих пір) і чотири титули чемпіона світу в особистому заліку.

## Друге покоління (Typ 836, 1993–1999)

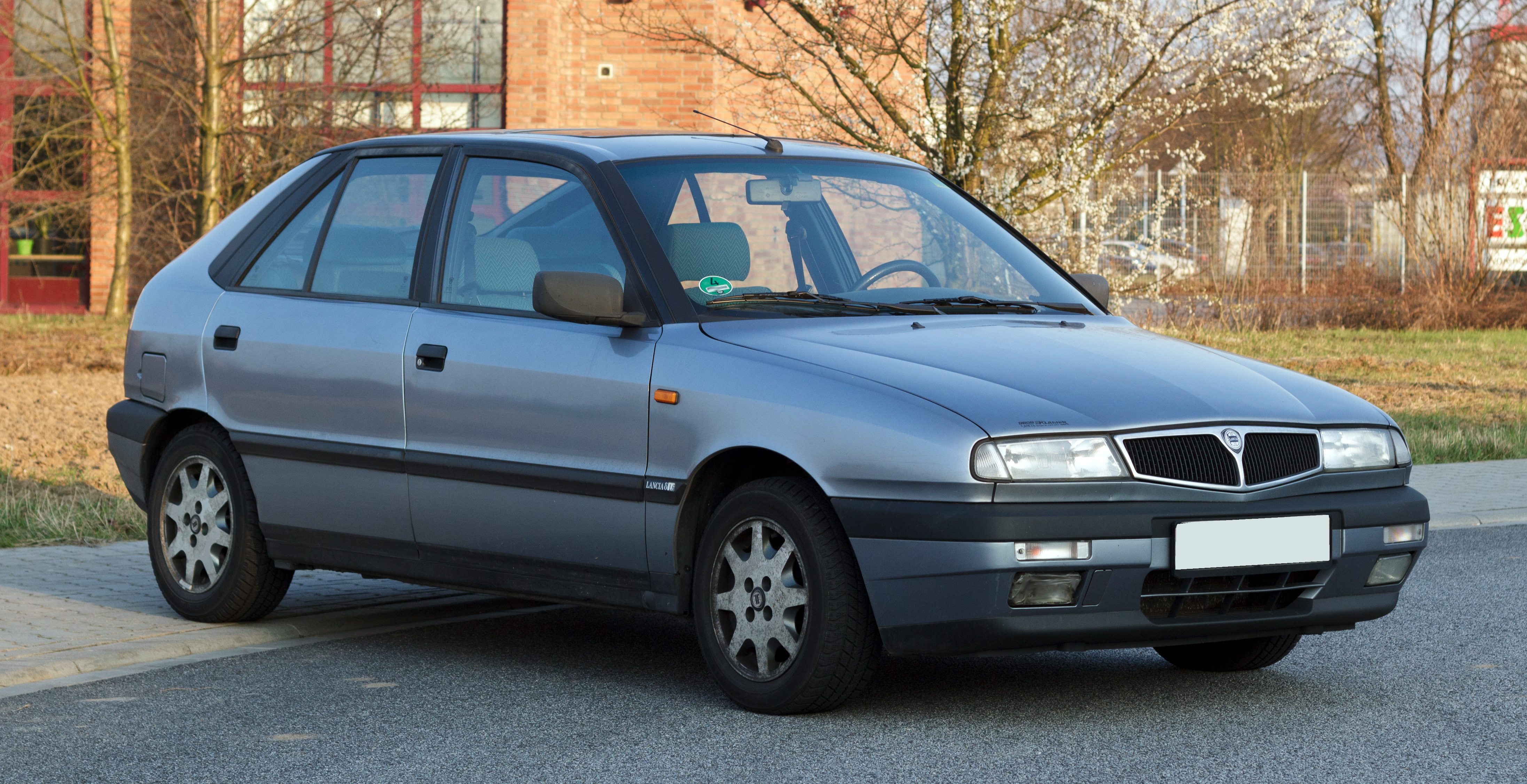
Lancia Delta II

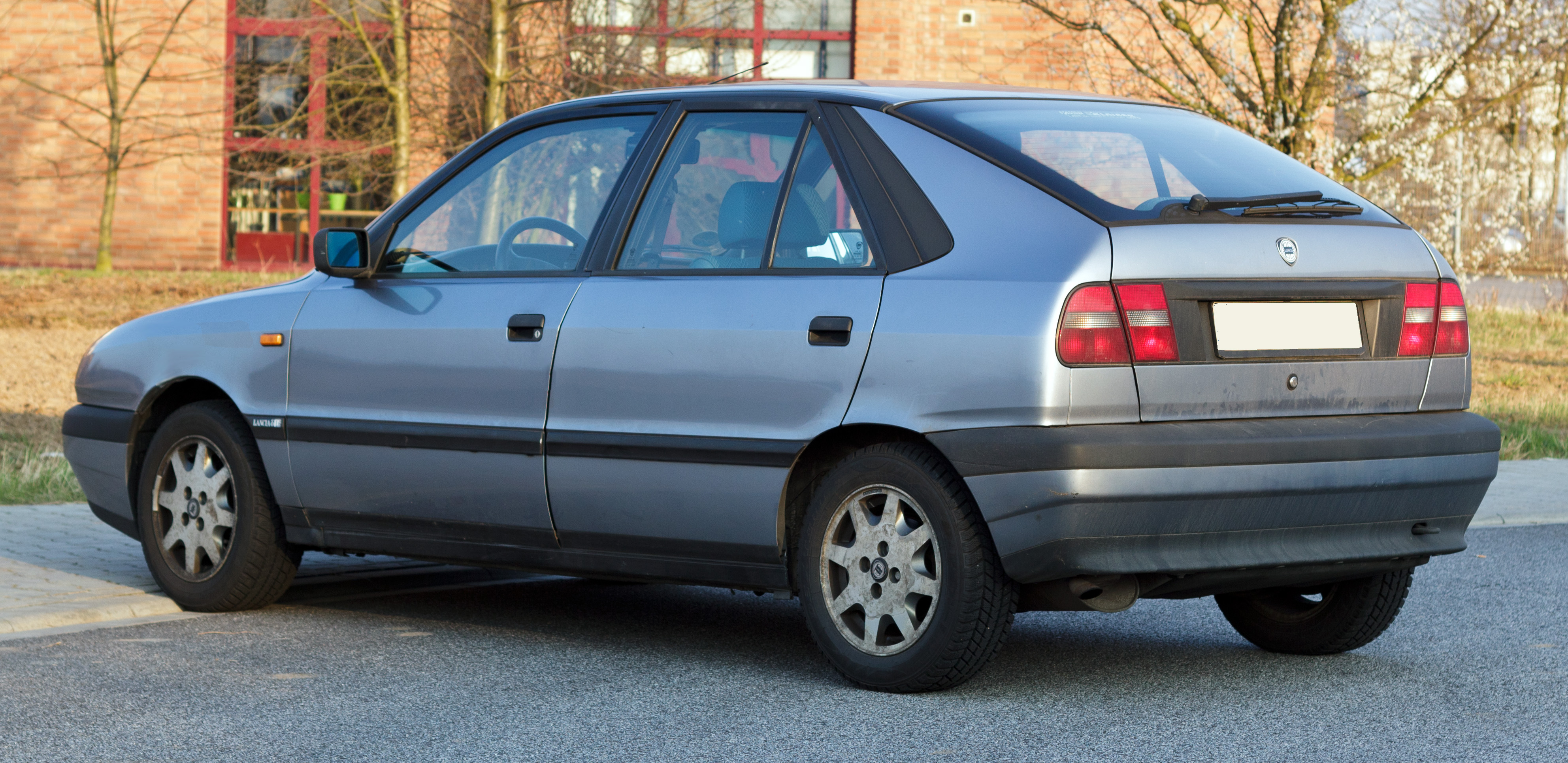
Lancia Delta II

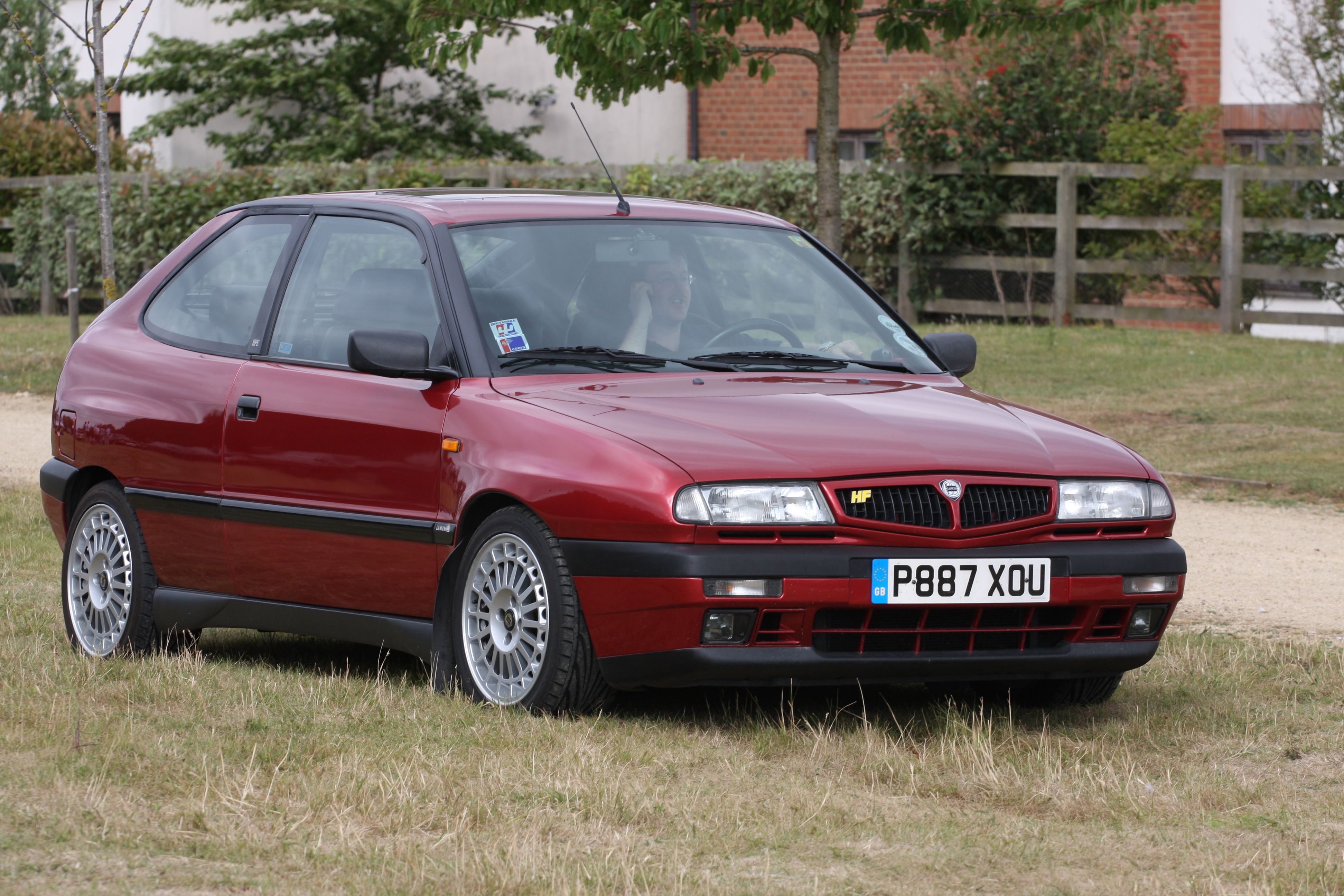
Lancia Delta II HPE, 1996 р.

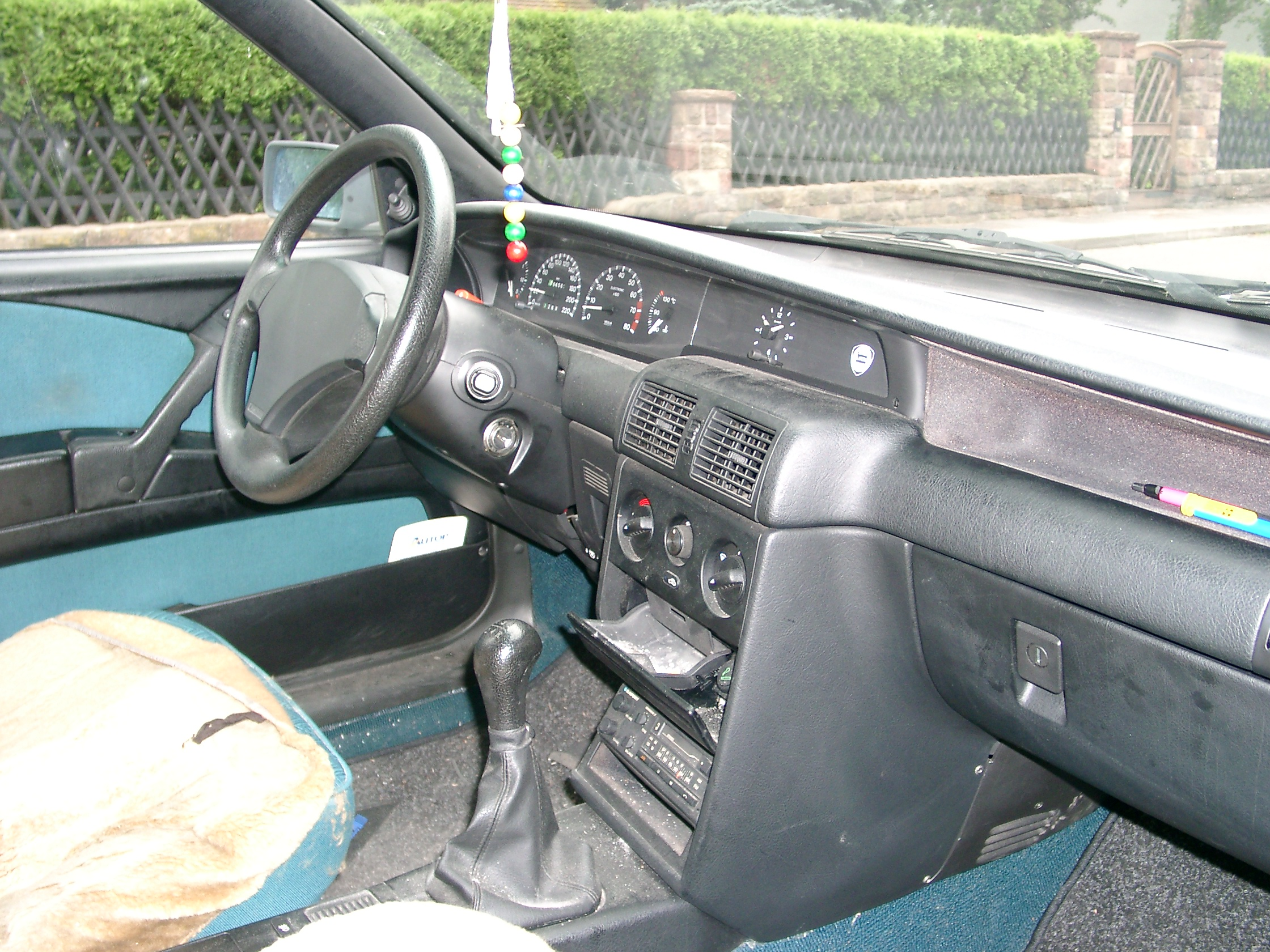

Друге покоління автомобіля, що отримало назву Nuova Delta, було представлено в 1993 році, побудовано на платформі Fiat Type Two platform (Tipo Due) від Fiat Tipo. У 1995 році з'явився 3-дверний хєтчбек НРЕ. У другому поколінні моделі акцент був зроблений не на спортивність, а на комфорт.

### Двигуни
| Модель        | Циліндри  | Об'єм     | Потужність к.с. | Роки виробництва |
| Бензинові     | Бензинові | Бензинові | Бензинові       | Бензинові        |
| ------------- | --------- | --------- | --------------- | ---------------- |
| 1.6 i. e.     | 4         | 1581 cm³  | 75              | 03/1993–08/1999  |
| 1.6 i. e. 16V | 4         | 1581 cm³  | 90              | 03/1993–08/1999  |
| 1.6 i. e. 16V | 4         | 1581 cm³  | 103             | 03/1996–08/1999  |
| 1.8 i. e.     | 4         | 1756 cm³  | 90              | 07/1994–02/1996  |
| 1.8 i. e. 16V | 4         | 1747 cm³  | 113             | 03/1996–08/1999  |
| 1.8 i. e. 16V | 4         | 1747 cm³  | 131             | 03/1996–08/1999  |
| 2.0 16V       | 4         | 1995 cm³  | 139             | 03/1993–08/1999  |
| 2.0 16V HF    | 4         | 1995 cm³  | 186             | 03/1993–02/1996  |
| 2.0 16V HF    | 4         | 1995 cm³  | 193             | 06/1996–08/1999  |
| Дизельний     |           |           |                 |                  |
| 1.9 TD        | 4         | 1929 cm³  | 90              | 10/1994–08/1999  |

## Третє покоління (Typ 844, 2008–2014)

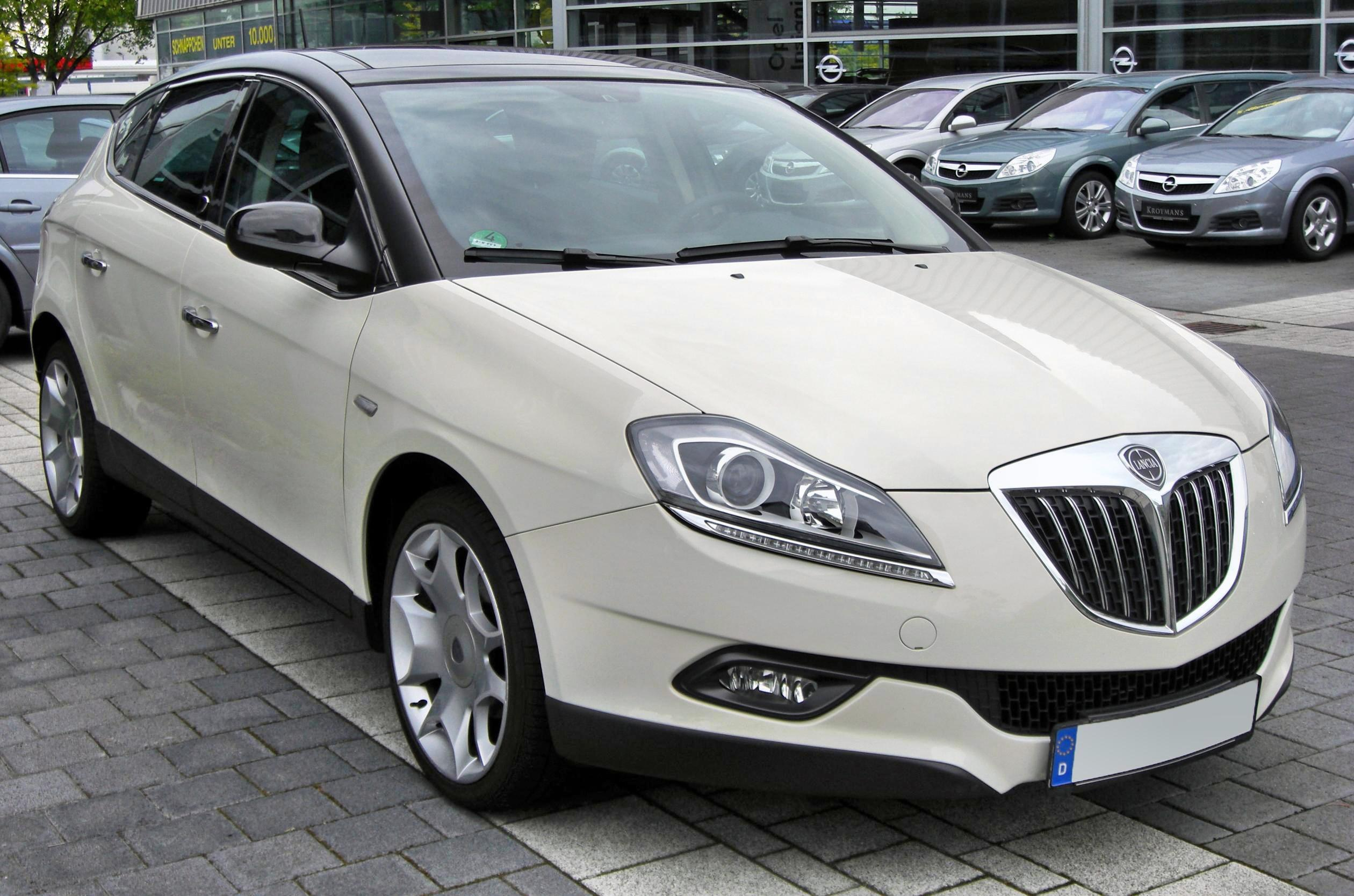
Lancia Delta ІІІ (2008-2011)

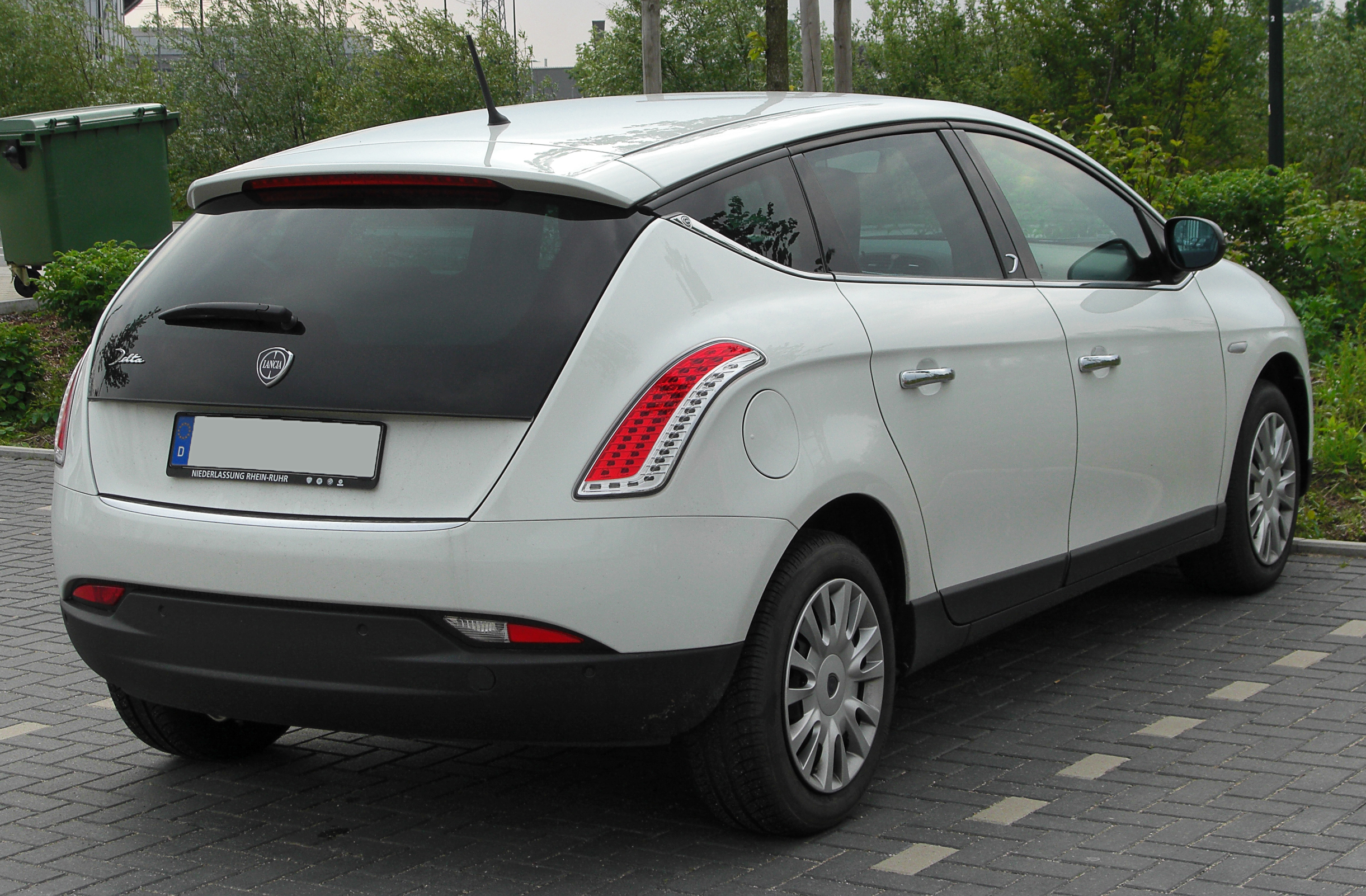
Lancia Delta ІІІ (2008-2011)

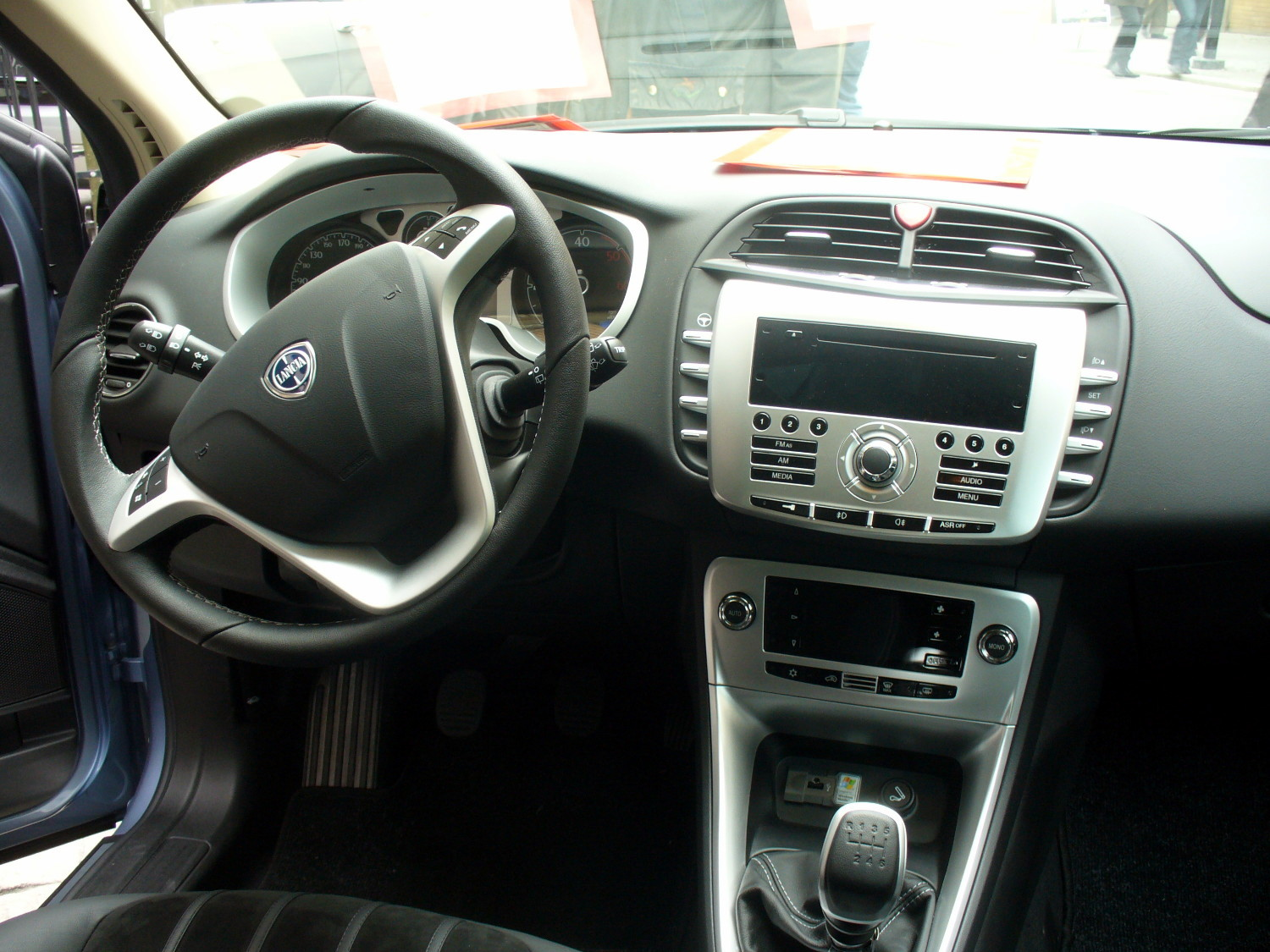
Салон Lancia Delta ІІІ

Третє покоління автомобіля представлено в 2008 році на Женевському автосалоні. Двигуни: бензинові 1.4 TurboJet потужністю 120 або 150 к.с. і 1.8 Di Turbojet (200 к.с.), дизельні 1.6 MultiJet потужністю 120 к.с., 2.0 MultiJet (165 к.с.) і 1.9 Twinturbo MultiJet, що розвиває 190 кінських сил завдяки подвійному турбонаддуву.
Хетчбек представлений у S, SE, SR та Limited комплектаціях.
Базова S постачається з радіо, CD-програвачем, MP3, дверними дзеркалами з електроприводом та підігрівом, протитуманними фарами з віражною функцією, функцією дистанційного доступу, розеткою на 12 вольт, механічним кондиціонером повітря, багатофункціональним дисплеєм, електроприводом передніх та задніх вікон, світлодіодними денними ходовими вогнями, динамічним контролем стабільності та системою допомоги при старті на схилі. 
Обравши SE, водій отримає вентиляційні отвори задньої частини салону, охолоджувальний відсік попереду, шкіряне рульове колесо, водійське сидіння з підтримкою попереку та 16-дюймові литі диски коліс. 
Модель SR додасть: інформаційно-розважальну систему «Blue&Me» з USB медіа програвачем, двозонний клімат-контроль, круїз-контроль, елементи управління аудіосистемою на рульовому колесі, підлокітник задніх сидінь та 17-дюймові литі диски. 
Топова Limited пропонує: систему супутникової навігації, бічні дзеркала з електроприводом, підігрівом та автоматичним складанням, фронтальні фари з сенсорами сутінків, двотонне забарвлення, задні сенсори паркування, систему моніторингу тиску в шинах, передні сидіння з електроприводом та 17-дюймові литі диски. 
В 2011 році модель оновили, змінивши зовнішній вигляд, зокрема решітку радіатора.

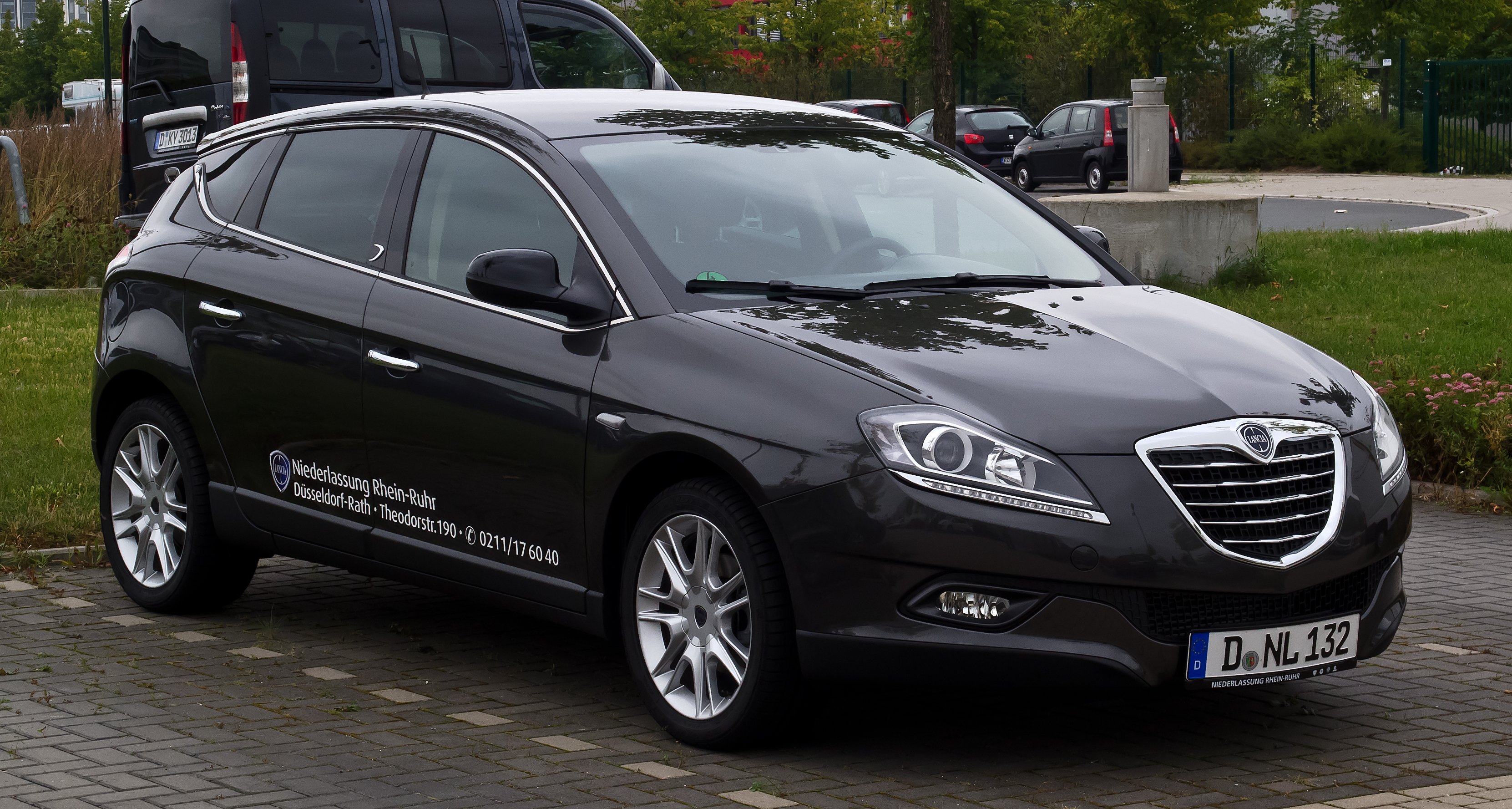
Lancia Delta ІІІ (2011-2014)
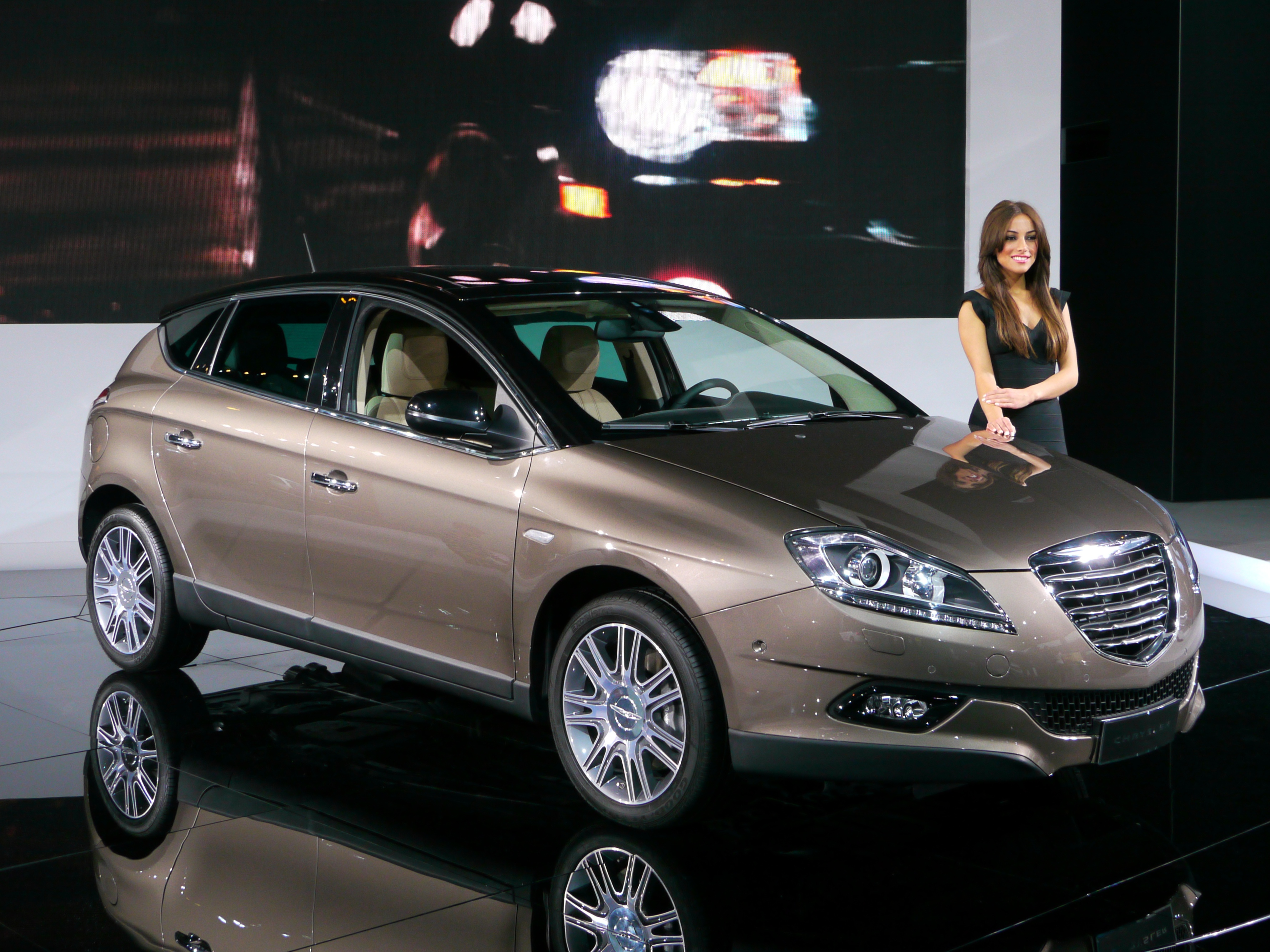
У Великій Британії та Ірландії Lancia Delta ІІІ продається під назвою Chrysler Delta

### Двигуни
| Модель                     | Тип | Об'єм | Об'єм | Потужність | Потужність | Потужність | Потужність | Крутний момент | Крутний момент | Крутний момент | Розгін         | Швидкість | Швидкість | Роки виробництва |
| Модель                     | Тип | см3   | cu in | к.с.       | кВт        | hp         | об/хв      | Нм             | lb·ft          | об/хв          | 0–100 км/год,с | км/год    | миль/год  | Роки виробництва |
| -------------------------- | --- | ----- | ----- | ---------- | ---------- | ---------- | ---------- | -------------- | -------------- | -------------- | -------------- | --------- | --------- | ---------------- |
| 1.4 T-Jet 16V              | I4  | 1 368 | 83,5  | 120        | 88         | 120        | 5000       | 206            | 152            | 2000           | 9.8            | 195       | 121       | 2008-            |
| 1.4 T-Jet 16V              | I4  | 1 368 | 83,5  | 150        | 110        | 150        | 5500       | 206            | 152            | 2250           | 8.7            | 210       | 130       | 2008–2010        |
| 1.4 T-Jet MultiAir         | I4  | 1 368 | 83,5  | 140        | 100        | 140        | n/a        | 230            | 170            | 1750           | 9.2            | 202       | 126       | 2010-            |
| 1.8 Di T-Jet 16V           | I4  | 1 742 | 106,3 | 200        | 147        | 197        | 5000       | 320            | 236            | 2000           | 7.4            | 230       | 143       | 2010-            |
| 1.6 Multijet 16V           | I4  | 1 598 | 97,5  | 105        | 77         | 104        | 4000       | 300            | 220            | 1500           | 10.7           | 186       | 116       | 2011-            |
| 1.6 Multijet 16V           | I4  | 1 598 | 97,5  | 120        | 88         | 120        | 4000       | 300            | 220            | 1500           | 10.7           | 194       | 121       |                  |
| 2.0 Multijet 16V           | I4  | 1 956 | 119,4 | 165        | 121        | 163        | 4000       | 360            | 270            | 1750           | 8.5            | 214       | 133       |                  |
| 1.9 Twinturbo Multijet 16V | I4  | 1 910 | 117   | 190        | 140        | 190        | 4000       | 400            | 300            | 2000           | 7.9            | 222       | 138       | 2008-            |